# Mao Hosoya
Mao Hosoya (細谷 真大 Hosoya Mao?, Ibaraki, 7 de septiembre de 2001) es un futbolista japonés que juega como delantero en el Kashiwa Reysol de la J1 League.

## Trayectoria
En 2019 se unió al Kashiwa Reysol.

### Clubes
| Club           | País  | Año   |
| -------------- | ----- | ----- |
| Kashiwa Reysol | Japón | 2019- |

## Palmarés

### Títulos internacionales
| Título                                | Club (*)                  | País          | Año  |
| ------------------------------------- | ------------------------- | ------------- | ---- |
| Campeonato de Fútbol de Asia Oriental | Selección de Japón        | Japón         | 2022 |
| Copa Asiática Sub-23 de la AFC        | Selección de Japón sub-23 | Catar         | 2024 |
| Campeonato de Fútbol de Asia Oriental | Selección de Japón        | Corea del Sur | 2025 |

(*) Incluyendo la selección.